# Mesenberg und Ackerflur bei Wittlich
Mesenberg und Ackerflur bei Wittlich este o arie protejată (arie specială de conservare — SAC, sit de importanță comunitară — SCI) din Germania întinsă pe o suprafață de 205 ha, integral pe uscat.

## Localizare
Centrul sitului Mesenberg und Ackerflur bei Wittlich este situat la coordonatele 49°57′47″N 6°53′28″E / 49.9631°N 6.8911°E.

## Înființare
Situl Mesenberg und Ackerflur bei Wittlich a fost declarat sit de importanță comunitară în februarie 2006 pentru a proteja 1 specie de plante și 2 specii de animale. Situl a fost protejat și ca arie specială de conservare în octombrie 2005.

## Biodiversitate
Situată în ecoregiunea continentală, aria protejată conține 3 habitate naturale: Fânețe de joasă altitudine (Alopecurus pratensis, Sanguisorba officinalis), Păduri de fag Luzulo-Fagetum, Păduri de fag Asperulo-Fagetum.
La baza desemnării sitului se află mai multe specii protejate:
- plante (1): Bromus grossus
- amfibieni (1): izvoraș-cu-burta-galbenă (Bombina variegata)
- nevertebrate (1): rădașcă (Lucanus cervus)